# Esqui aquático nos Jogos Pan-Americanos de 2015 - Wakeboard masculino
A competição do wakeboard masculino foi um dos eventos do esqui aquático nos Jogos Pan-Americanos de 2015, em Toronto. Foi disputada no canal oeste do Lago Ontário entre os dias 21 e 22 de julho.

## Calendário
Horário local (UTC-4).
| Data        | Horário | Fase         |
| ----------- | ------- | ------------ |
| 21 de julho | 13:15   | Preliminares |
| 23 de julho | 16:00   | Finais       |

## Medalhistas
| Ouro   | CAN Rusty Malinoski |
| Prata  | USA Daniel Powers   |
| Bronze | VEN Juan Mendez     |

## Resultados

### Preliminares
Os oito atletas se classificaram para a final.
| Colocação | Atleta          | Nacionalidade      | Rodada 1 | Rodada 2 | Rodada preliminar | Notas |
| --------- | --------------- | ------------------ | -------- | -------- | ----------------- | ----- |
| 1         | Rusty Malinoski | CAN Canadá         | 82.90    | 79.02    | 79.02             | Q     |
| 2         | Daniel Powers   | USA Estados Unidos | 74.88    | 72.88    | 72.88             | Q     |
| 3         | Alejo De Palma  | ARG Argentina      | 41.67    | 52.34    | 52.34             | Q     |
| 4         | Juan Mendez     | VEN Venezuela      | 38.77    | 48.45    | 48.45             | Q     |
| 5         | Luciano Rondi   | BRA Brasil         | 30.66    | 41.55    | 41.55             | Q     |
| 6         | Jamie Bazan     | ECU Equador        | 35.55    | 39.22    | 39.22             | Q     |
| 7         | Juan Velez      | COL Colômbia       | 49.77    | 36.24    | 36.24             | Q     |
| 8         | Jorge Perez     | MEX México         | 62.01    | 33.65    | 33.65             | Q     |

### Finais
| Colocação         | Atleta          | Nacionalidade      | Resultados | Notas |
| ----------------- | --------------- | ------------------ | ---------- | ----- |
| Medalha de ouro   | Rusty Malinoski | CAN Canadá         | 89.11      |       |
| Medalha de prata  | Daniel Powers   | USA Estados Unidos | 80.44      |       |
| Medalha de bronze | Juan Mendez     | VEN Venezuela      | 72.22      |       |
| 4                 | Juan Velez      | COL Colômbia       | 63.79      |       |
| 5                 | Luciano Rondi   | BRA Brasil         | 62.21      |       |
| 6                 | Jorge Perez     | MEX México         | 58.77      |       |
| 7                 | Alejo De Palma  | ARG Argentina      | 52.01      |       |
| 8                 | Jamie Bazan     | ECU Equador        | 48.56      |       |